# Eukaliptus

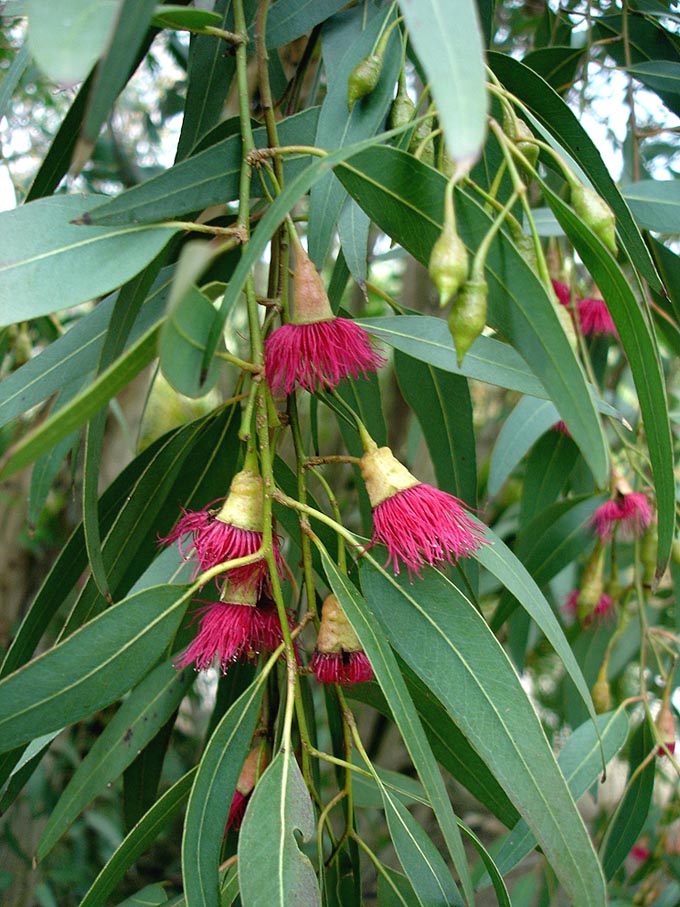
Pędy z kwiatami E. leucoxylon

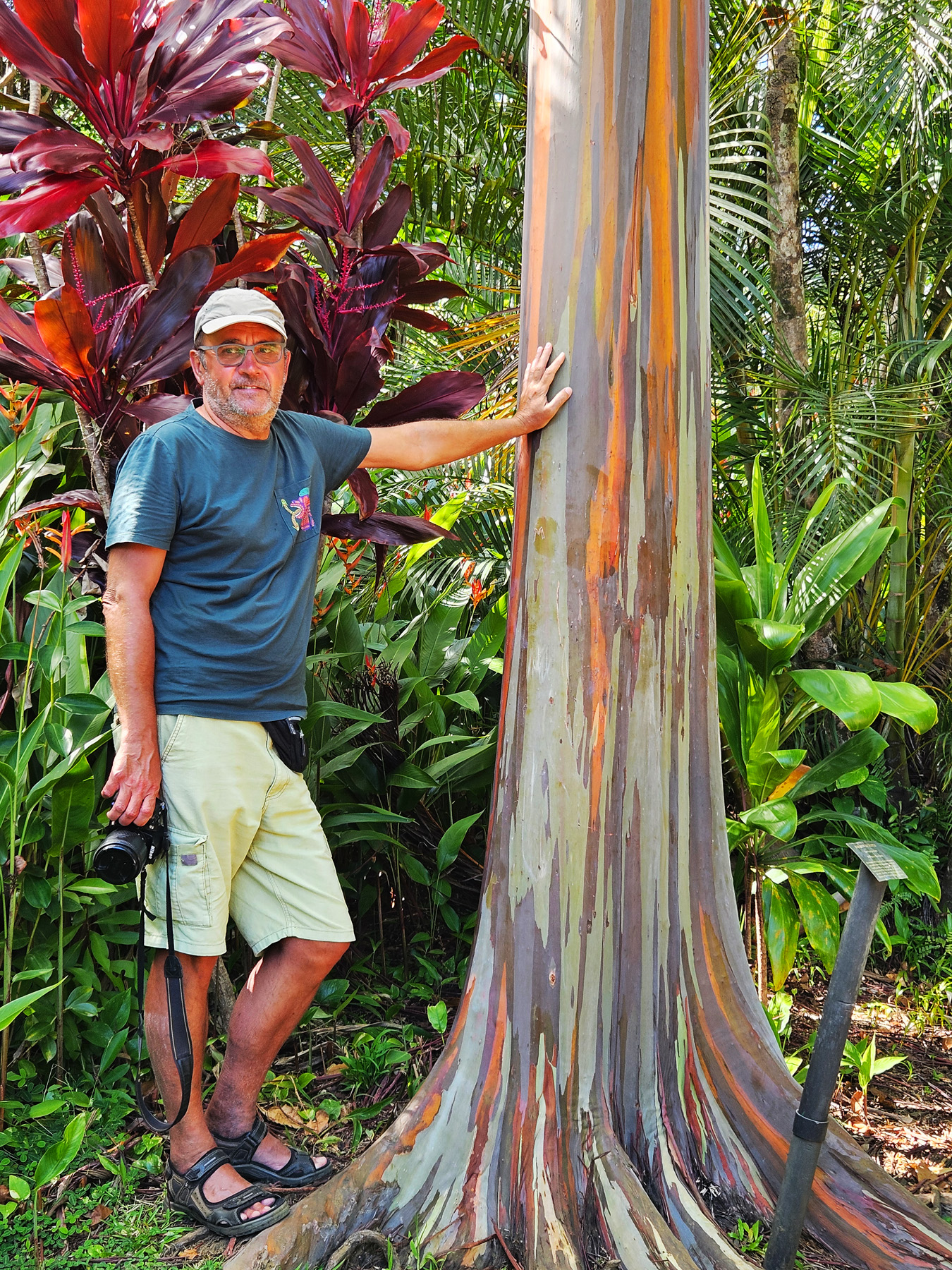
Eukaliptus tęczowy (Eucalyptus deglupta Blume)

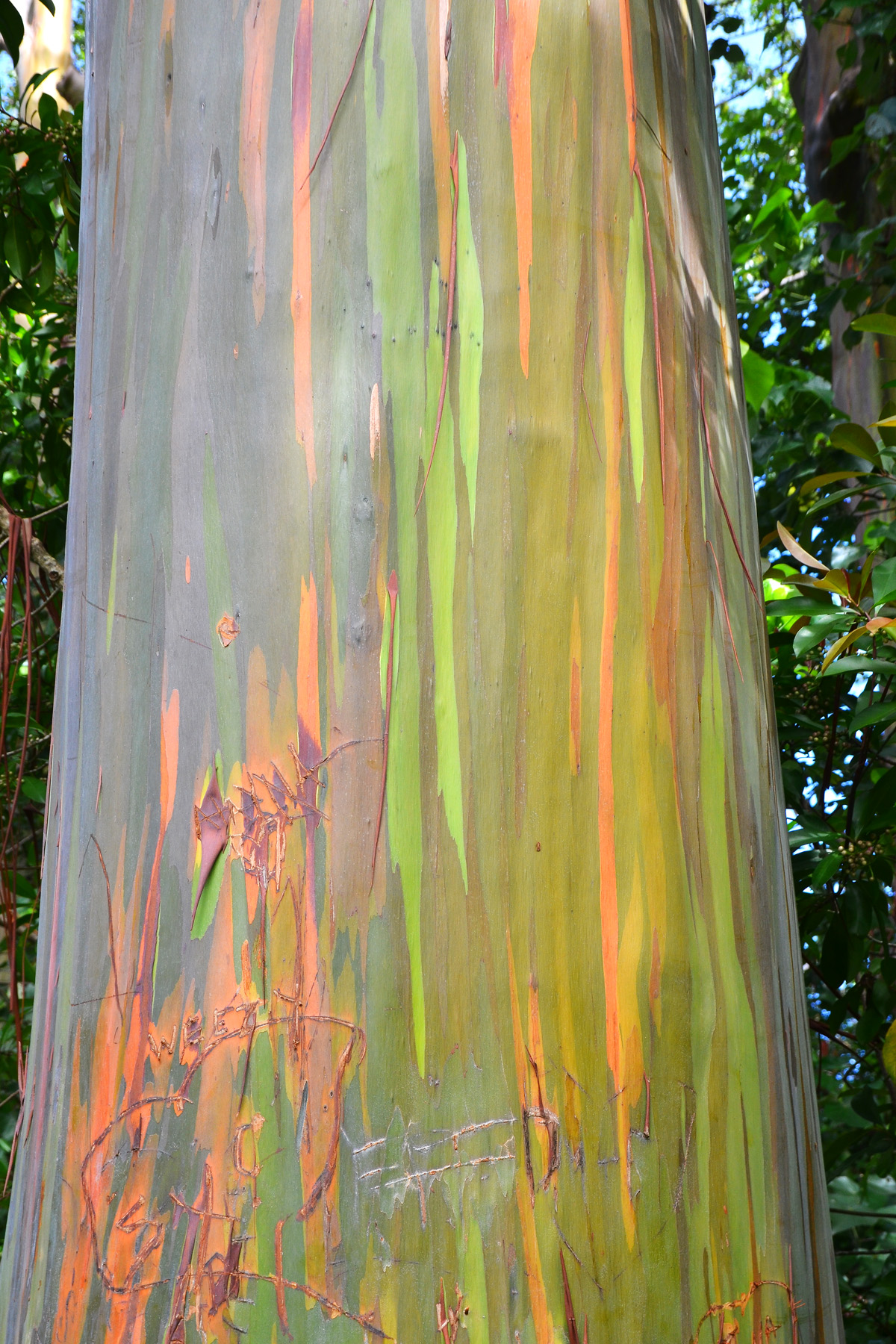
Eukaliptus tęczowy, kora; Hawaje, wyspa Maui

Eukaliptus (Eucalyptus L'Hér.) – rodzaj drzew i krzewów należący do rodziny mirtowatych. Należy do niego ponad 700 gatunków. Występują one naturalnie w Australii, Nowej Gwinei, południowo-wschodniej Indonezji i na Filipinach. Jako rośliny introdukowane rozpowszechniły się w strefie międzyzwrotnikowej i na obszarach pod wpływem ciepłego klimatu umiarkowanego, liczne gatunki po introdukcji okazały się inwazyjne. Skamieniałości odkryte w Argentynie dowodzą, że w eocenie przedstawiciele rodzaju występowali również w Ameryce Południowej. 
W Australii eukaliptusy tworzą wiecznie zielone lasy lub zarośla (skrub). Gatunki krzaczaste rosną w formacjach zaroślowych, kserofitycznych i wysokogórskich, gatunki drzewiaste tworzą lasy na obszarach o znacznej ilości opadów. Lasy eukaliptusowe zajmują w Australii ok. 8 mln ha. Liście 19 gatunków eukaliptusów stanowią pożywienie koali. Plantacje kilkudziesięciu gatunków pod koniec lat osiemdziesiątych XX wieku zajmowały na świecie 1,6 mln ha.

## Morfologia
PokrójWiecznie zielone (z wyjątkiem 10 gatunków tracących liście sezonowo) krzewy lub drzewa. Największe rozmiary – do ok. 100 m wysokości – osiągają drzewa z gatunku eukaliptus królewski (Eucalyptus regnans). W XIX wieku donoszono o okazach liczących 150 m wysokości, co jest jednak współcześnie uznawane za mało prawdopodobne.
PieńU większości gatunków kora zrzucana jest co roku. Kora jest często srebrzysta, łuszczy się tafelkowato lub długimi płatami.
LiścieNa siewkach i młodych roślinach liście ułożone są zwykle naprzeciwlegle, siedzące, częściowo obejmujące łodygę, o blaszce zaokrąglonej. Na starszych roślinach skórzaste liście ułożone są skrętolegle i są wąskie, zwykle lancetowate. Są bardzo zmienne pod względem wielkości (osiągają od 3 do 40 cm długości), u części przedstawicieli ustawiają się brzegiem (równolegle) do słońca, dając mało cienia i unikając nagrzewania. W blaszce znajdują się gruczołki, w których gromadzone są olejki.
KwiatyObupłciowe, rzadko pojedyncze, częściej zebrane w główki i baldaszki. Najczęściej białe, ale u niektórych gatunków żółte, różowe lub czerwone. Działki kielicha i płatki są zrośnięte w postaci kapturka i odpadają na początku kwitnienia. Odsłaniają pręciki, które są okazałe i liczne. Ich nitki są białe, żółte, różowe lub czerwone. Zalążnia jest dolna lub wpół dolna, powstaje z 2–7 owocolistków zawierających liczne zalążki. Szyjka słupka pojedyncza, zwieńczona drobnym znamieniem.
OwoceZdrewniałe torebki otwierające się klapami na szczycie. Osiągają do 3 cm długości i 2 cm szerokości. Zawierają liczne nasiona.

## Systematyka
Pozycja systematyczna
Rodzaj należy do rodziny mirtowatych Myrtaceae, podrodziny Myrtoideae i plemienia Eucalypteae.
Wykaz gatunków
Wybrane gatunki (posiadające polskie nazwy zwyczajowe)
- eukaliptus algierski Eucalyptus algeriensis Trabut.
- eukaliptus biały Eucalyptus alba Reinw.
- eukaliptus drobnohełmiasty Eucalyptus microcorys F.Muell.
- eukaliptus gałkowy, właściwy Eucalyptus globulus Labill.
- eukaliptus gronisty Eucalyptus botryoides Trabut
- eukaliptus gruborogi Eucalyptus tereticormis Sm.
- eukaliptus Gunna Eucalyptus gunni Hook. f.
- eukaliptus kamaldulski Eucalyptus camaldulensis Dehnh.
- eukaliptus kamforowy Eucalyptus camphora R.T.Baker
- eukaliptus królewski Eucalyptus regnans F. Muell.
- eukaliptus mocny Eucalyptus robusta Sm.
- eukaliptus popielaty Eucalyptus cinerea Benth.
- eukaliptus rózgowaty Eucalyptus viminalis Labill.
- eukaliptus różnobarwny, karri Eucalyptus diversicolor F.Muell.
- eukaliptus wiechowaty Eucalyptus paniculata Sm.
- eukaliptus wielki Eucalyptus grandis W.Hill
- eukaliptus wierzbowaty Eucalyptus saligna Sm.
- eukaliptus zachodni Eucalyptus occidentalis Endl.

## Zastosowanie
- Drewno jest bardzo trwałe i twarde, wykorzystuje się je w budownictwie, meblarstwie, do budowy wagonów, podkładów kolejowych[8], statków[6]. Ze względu na szybki wzrost uprawiane są szeroko w strefie międzyzwrotnikowej w celu produkcji drewna opałowego[10].
- Dużą zawartością tanin cechują się liście (do 16%) i kora (do 40%), dzięki czemu wykorzystywane są przy garbowaniu skór, nadając im elastyczność i barwiąc je na brązowo i czerwono[8].
- Z liści części gatunków pozyskuje się olejek eukaliptusowy używany w przemyśle farmaceutycznym, perfumeryjnym i technicznym[8].
- Niektóre gatunki uprawia się jako rośliny ozdobne[8] i miododajne[6].
- Są wykorzystywane do osuszania bagien, ze względu na bardzo silną transpirację[8].
- Aborygeni wykonują z pni tego drzewa, po wydrążeniu ich wnętrza przez termity, didgeridoo – ludowe instrumenty dęte.